# Cherry Hills Village, Colorado
Cherry Hills Village är en stad (city) i Arapahoe County, i delstaten Colorado, USA. Enligt United States Census Bureau har staden en folkmängd på 6 121 invånare (2011) och en landarea på 16,1 km².